# Chapare (fiume)
Il Chapare (in spagnolo Río Chapare) è un fiume della Bolivia, che fa parte del bacino del Rio delle Amazzoni. Nasce alla confluenza dei fiumi Espíritu Santo e San Mateo nel Dipartimento di Cochabamba, a Villa Tunari e, dopo aver percorso 278 km, confluisce nel fiume Ichilo, a sua volta affluente del Mamoré.
Il Chapare è la principale via d'acqua della provincia omonima. Il pesce Gephyrocharax chaparae è stato scoperto in questo fiume, da cui ha preso il nome.